# نهائي كأس فرنسا 1973
نهائي كأس فرنسا 1973 هي المباراة النهائية من منافسة كأس فرنسا 1972–73، أقيمت المباراة في 17 يونيو 1973، في بارك دي برينس، بين فريقي أولمبيك ليون، ونادي نانت، وفاز فيها أولمبيك ليون، بعد أن هزم نادي نانت، بنتيجة 2 - 1، وكان حكم المباراة روبرت ويرتز، وحضر المباراة 45734 شخصاً.

## تفاصيل المباراة
لعبت المباراة النهائية في 17 يونيو 1973.
| أولمبيك ليون                                        | 2 -1 | نادي نانت        |
| --------------------------------------------------- | ---- | ---------------- |
| دوبريفوي تريفيتش 29 ' (ركلة.) · بيرنارد لاكومب 63 ' |      | ديديه كوكيو 85 ' |